# 1935 год в спорте
Список 1935 год в спорте описывает спортивные события, произошедшие в 1935 году.

## Горнолыжный спорт
В швейцарском Мюррене прошёл пятый чемпионат мира по горнолыжному спорту.

### Чемпионы мира
- Скоростной спуск (мужчины) — Франц Цингерле
- Скоростной спуск (женщины) — Кристль Кранц
- Слалом (мужчины) — Антон Зелос
- Слалом (женщины) — Анни Рюэгг
- Комбинация (мужчины) — Антон Зелос
- Комбинация (женщины) — Кристль Кранц

## СССР
- Чемпионат СССР по боксу 1935
- Чемпионат СССР по классической борьбе 1935
- Чемпионат СССР по шахматам 1934/1935
- Всесоюзный волейбольный праздник 1935

### Баскетбол
- Созданы клубы:
  - «Спартак» (Ленинград);
  - Женский клуб «Спартак» (Ленинград).

### Футбол
- Чемпионат СССР по футболу 1935;
- Созданы клубы:
  - «Смена» (Комсомольск-на-Амуре);
  - «Спартак» (Воронеж);
  - «Спартак» (Нальчик);
  - «Спартак» (Петрозаводск);
  - «Спутник» (Кимры);
  - «Сталь» (Алчевск);
  - «Металлург» (Запорожье).
- Расформирован клуб «Вега» (Одесса).

## Международные события
- Матчи сборной СССР по футболу 1935.
- Чемпионат Европы по баскетболу 1935;
- Чемпионат Европы по фигурному катанию 1935;
- Чемпионат мира по лыжным видам спорта 1935;
- Чемпионат мира по фигурному катанию 1935;
- Чемпионат мира по хоккею с шайбой 1935;

### Шахматы
- Москва 1935 (шахматный турнир)
- Матч за звание чемпиона мира по шахматам 1935
- Турнир за звание чемпионки мира по шахматам 1935
- Шахматная олимпиада 1935

## Персоналии

### Родились
- 25 января — Станислав Жук, советский тренер по фигурному катанию;
- 23 февраля — Ростом Абашидзе, грузинский советский борец классического стиля;
- 24 февраля
  - Антонио Пазинато, итальянский футболист и футбольный тренер.
  - Борис Лукасик (чеш. Boris Lukášik), баскетболист, в составе сборной Чехословакии трёхкратный медалист чемпионатов Европы.
  - Висенте Пикер (1935-2018) — испанский футболист («Валенсия») и тренер, игрок национальной сборной, двукратный победитель Кубка ярмарок (1961—1962, 1962—1963).[1]
  - Ральф Кастельянос (англ. Ralph Castellanos), американский каратист, многократный победитель национальных чемпионатов.[2]
  - Тосиаки Танака, японский игрок в настольный теннис, многократный победитель мировых чемпионатов (ум. 1998).
- 5 декабря — Юрий Власов, советский тяжелоатлет, писатель, политический деятель.

### Скончались
- 16 марта — Арон Нимцович (48) — один из крупнейших шахматистов и теоретиков шахмат в истории.